# Turcinoemacheilus
Turcinoemacheilus é um género de peixe actinopterígeo da família Balitoridae.
Existem atualmente 6 espécies reconhecidas neste gênero:
- Turcinoemacheilus bahaii Esmaeili, Sayyadzadeh, Özuluğ, Geiger & Freyhof, 2014 [1]
- Turcinoemacheilus hafezi Golzarianpour, Abdoli, Patimar & Freyhof, 2013 [2]
- Turcinoemacheilus himalaya Conway, Edds, Shrestha & Mayden, 2011 [3]
- Turcinoemacheilus kosswigi Bănărescu & Nalbant, 1964
- Turcinoemacheilus minimus Esmaeili, Sayyadzadeh, Özuluğ, Geiger & Freyhof, 2014 [1]
- Turcinoemacheilus saadii Esmaeili, Sayyadzadeh, Özuluğ, Geiger & Freyhof, 2014 [1]